# Galaxia la Noria
Galaxia la Noria är en ort i Mexiko.   Den ligger i kommunen Tlajomulco de Zúñiga och delstaten Jalisco, i den centrala delen av landet, 500 km väster om huvudstaden Mexico City. Galaxia la Noria ligger 1 565 meter över havet och antalet invånare är 5 681.
Terrängen runt Galaxia la Noria är varierad. Runt Galaxia la Noria är det tätbefolkat, med 266 invånare per kvadratkilometer. Närmaste större samhälle är Hacienda Santa Fe, 7,8 km nordost om Galaxia la Noria. Omgivningarna runt Galaxia la Noria är en mosaik av jordbruksmark och naturlig växtlighet.